# Bouli Ali Diallo
Bouli Ali Diallo (* 1948 in Niger) ist eine nigrische Biologin und Politikerin.

## Leben
Bouli Ali Diallo besuchte den Lehrerinnenkurs Cours Normal de Tillabéri, gefolgt von einem Studium der Chemie und Biologie an der Universität Dakar und an der Universität Montpellier II. Sie promovierte 1978 in angewandter Mikrobiologie.
Ali Diallo lehrte ab 1978 Biologie an der Universität Niamey und habilitierte sich 1991 in angewandter Entomologie. Sie wirkte neben ihrer Lehrtätigkeit von 1987 bis 1993 als Direktorin für Außenbeziehungen der Universität Niamey und von 1993 bis 1995 als deren Vizerektorin.
Staatspräsident Mahamane Ousmane berief Bouli Ali Diallo 1995 als Unterrichtsministerin und Regierungssprecherin in die Regierung von Premierminister Hama Amadou, der sie bis 1996 angehörte. Sie war neben Aïchatou Mindaoudou das einzige weibliche Regierungsmitglied. Sie setzte sich für einen besseren Zugang zu Hochschulbildung für Frauen in Niger ein.
Von 1999 bis 2005 war Ali Diallo – als erste Frau in diesem Amt – Rektorin der Universität Niamey. Ihr Vorgänger und Nachfolger war Alhassane Yénikoye. Während Studentenunruhen Anfang 2001 ermöglichte sie Premierminister Hama Amadou die Stationierung von Gendarmerie-Einheiten auf dem Universitätsgelände, was bis dahin in Hinblick auf die akademische Freiheit unterblieben war.
Ali Diallo wirkte von 1999 bis 2005 parallel zu ihrer Rektorentätigkeit als Vorsitzende des Forum for African Women Educationalists (FAWE). Außerdem engagierte sie sich als Mitglied der Verwaltungsräte des französischen Institut de recherche pour le développement (IRD) und der internationalen Bildungsorganisation Aide et Action. Von 2002 bis 2004 war sie als Vizepräsidentin der African Virtual University tätig.

## Ehrungen
- Offizierskreuz des französischen Ordre des Palmes Académiques[1]